# Oskar von Hardegg
Pour les articles homonymes, voir Hardegg (homonymie).
Oskar von Hardegg (né le 19 octobre 1815 à Louisbourg et mort le 25 août 1877 à Stuttgart) est un lieutenant général et 1866/67 ministre de la Guerre wurtembergeois.

## Biographie
Hardegg est le cinquième fils du médecin-chef et médecin personnel Johann Georg von Hardegg à Louisbourg. Son frère est l'écrivain militaire Julius von Hardegg (de).
Il grandit dans sa ville natale, y étudie au lycée et, à partir de mars 1831, l'école de formation des officiers de Louisbourg (de). En avril 1834, il quitte l'établissement d'enseignement en tant que lieutenant et s'engage au 7e régiment d'infanterie (de) de l'armée wurtembergeoise à Stuttgart. Après un certain temps, il est transféré au corps du génie, dans lequel il est promu Oberleutnant en 1842. Il rejoint ensuite l'état-major général et accède en 1847 au grade de capitaine. Lorsque le lieutenant-général Moriz von Miller (de) prend en charge le ministère de la Guerre le 2 juillet 1850, il fait de Hardegg son aide de camp. Au cours de son activité au ministère de la Guerre, Hardegg est promu major en 1850, lieutenant-colonel en 1852 et colonel en 1856. Afin d'acquérir à nouveau de l'expérience pratique, Hardegg demande alors à être transféré dans un régiment d'infanterie de ligne et est nommé commandant du 3e régiment d'infanterie (de). Il occupe ce poste du 22 septembre 1856 au 27 avril 1857. Promu ensuite au rang de major général, Hardegg devient commandant de brigade et vice-gouverneur d'Ulm. En 1865, il est promu lieutenant-général, commandant de division et gouverneur de Stuttgart. Après la démission du ministre de la guerre Kuno von Wiederhold (de) le 5 mai 1866, il prend la direction du ministère de la Guerre.

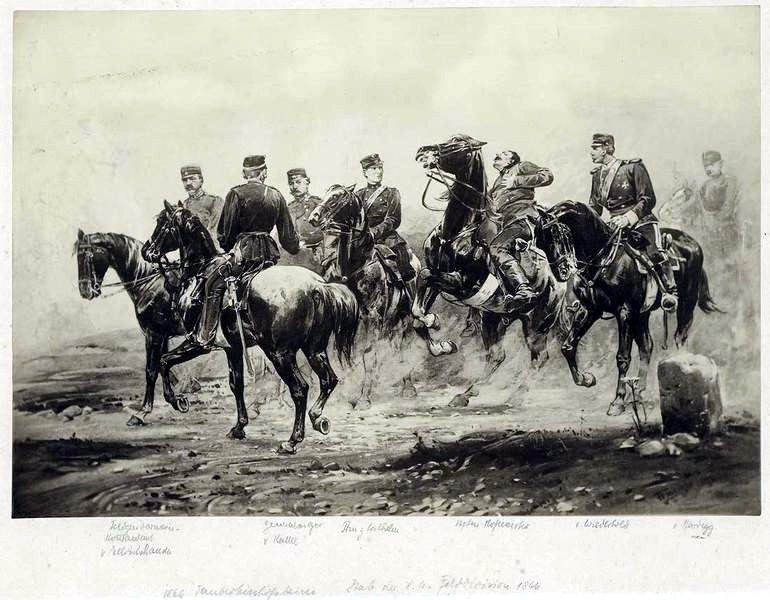
Oskar von Hardegg à droite en arrière-plan avec l'état-major de la division de campagne royale wurtembergeoise dans la bataille de Tauberbischofsheim, 1866

Au déclenchement de la guerre austro-prussienne en 1866, en tant que commandant de la division de campagne, il dirige les troupes dans la bataille de Tauberbischofsheim. Après la fin des hostilités, il retourne au ministère de la Guerre de Stuttgart et prend sa retraite en avril 1867, conformément à son souhait, à l'occasion de la question du Luxembourg.
En plus de son métier et de ses connaissances, Hardegg cultive la musique avec une passion particulière, aussi bien comme pianiste que comme compositeur. L'une de ses compositions les plus populaires est la chanson "Schwarzes Band". Durant les années de sa retraite, Keller, son ami d'enfance et musicien de cour à la retraite, est l'un de ses amis les plus proches.

## Famille
Oskar von Hardegg se marie avec Ottilie Kausler, la fille du colonel von Kausler. Deux enfants naissent de ce mariage. La fille épouse le colonel bavarois baron von Freyberg-Eisenberg à Dillingen, le fils de Hardegg devient capitaine et commandant du 126e régiment d'infanterie.

## Récompenses
- 1851 Croix de chevalier de l'ordre de la Couronne de Wurtemberg
- 1864 Grand-Croix de l'ordre de Frédéric[1]
- Croix de chevalier de l'ordre du Mérite militaire le 18 août 1866